# براهمة

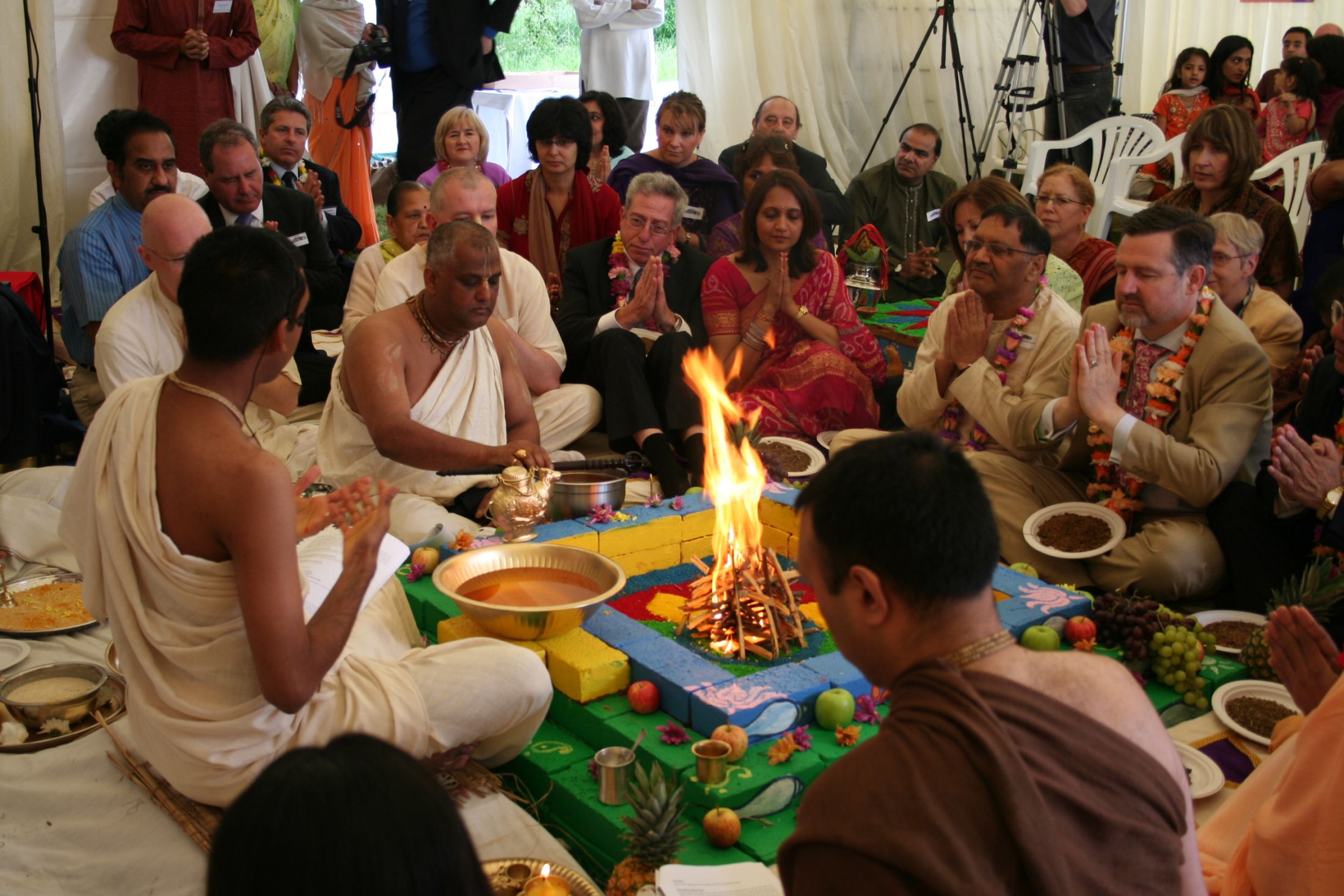
البراهمة في شمال غرب لندن، يرتدون ملابس بيضاء ويؤدون طقوس بهومي بوجا ياجنا حول النار.

البراهمة اسم يُطلق على أفراد الطبقة العليا، وهي طبقة الكهنوت أو رجال الدين، عند الهندوس.
فالمُجْتمع الهِنْدِيَّ ينقسم إلى طبقات أربعة: البَراهِمة، والنُّبَلاء، والبُرجُوازِيَّون، والحِرْفيَّون. وكلُّ طائِفَة مُغْلَقة على نَفْسها لا يُسْمَح بأن تَخْتَلِط بِدَمِها طائِفَة أُخْرى. والبَراهِمَة أَرْقى هذه الطَوائِف، وهم رِجال الدِّين، ولهم منَاسِكهم وطُرق مَعِيَشتهم، وفي وسعهم وَحْدهم تَفْسير «الفيدا» (Veda: الكُتُب المُقدَّسة) وتَطْبِيقها، وهم الذين يتولَّون الصلواتِ والأَناشيدَ وإذكاءَ النّار المُقدَّسة.

## اقرأ أيضًا
- براهما
- براندت (هندوسية)
- طبقة كهنوتية